# Joseph Vernet
Claude Joseph Vernet, född 14 augusti 1714 i Avignon i Frankrike, död 3 december 1789 i Paris, var en fransk målare, son till dekorationsmålaren Antoine Vernet.

## Biografi
Vernet biträdde redan som gosse fadern vid utförandet av dörrstycken och vagnmålningar. År 1732 sändes han till Rom, for sjövägen från Marseille, upplevde en storm, lät binda sig vid skeppets stormast för att noggrant kunna iakttaga vågornas rörelser och färgernas spel och fick under intrycken härav sin kallelse som marinmålare klar för sig. I Rom studerade han ruiner och landskap, men framför allt atmosfärens toner och nyanser. Bland hans studier från denna tid finns gedigna och utsökta små målningar, som i sin luftiga ljusbehandling förebådar Corot (exempelvis Ponte rotto och Bron och kapellet San Angelo, båda i Louvren).
Efter ankomsten till Rom gick han in i studion till valmålaren Bernardino Fergioni och den marina landskapsmästaren Adrien Manglard. Manglard och Fergioni introducerade Vernet för målningen av havslandskap. Det anses att både Vernet och Manglard överträffade sin lärare (Fergioni). Vissa författare påpekar att Vernet i sin tur hade "en vaghet och en överlägsen anda" än sin lärare Manglard, som presenterade en "fast, naturlig och harmonisk smak" ("... Il suo nome [Fergionis namn] fu dopo non molti anni oscurato da due franzesi, Adriano Manglard, di un gusto sodo, naturale, accordato; e il suo allievo, Giuseppe Vernet, di una vaghezza e di uno spirito superiore al maestro").
År 1753 begav han sig till Paris och blev samma år medlem av konstakademien. Som receptionsstycke lämnade han En hamnstad i solnedgång. Han hade stor framgång, blev med ens en målare på modet, strödde omkring sig marinmålningar med storm, skeppsbrott, blixtar, månsken, nattstämning. Han har blivit kallad den förste furnissören av romantik. Skickligheten i anordning och effekt fick ersätta den övertygande naturkänsla min finner i hans tidigare alster. I Louvren finns av hans hand 15 stora bilder av franska hamnstäder (1755–1765) samt ett 30-tal landskap av olika slag. I Stockholms Nationalmuseum är han representerad av sex smärre målningar.

## Galleri

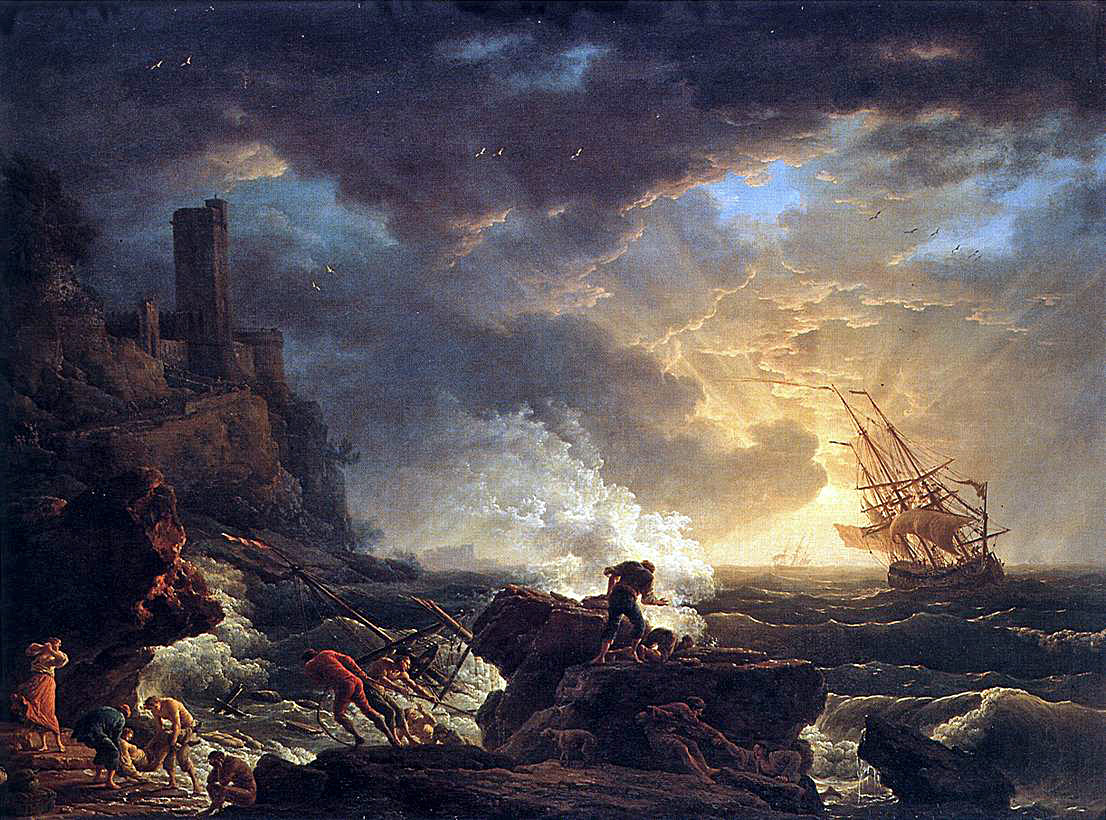
Shipwreck (1759), Groeninge Museum, Bruges.
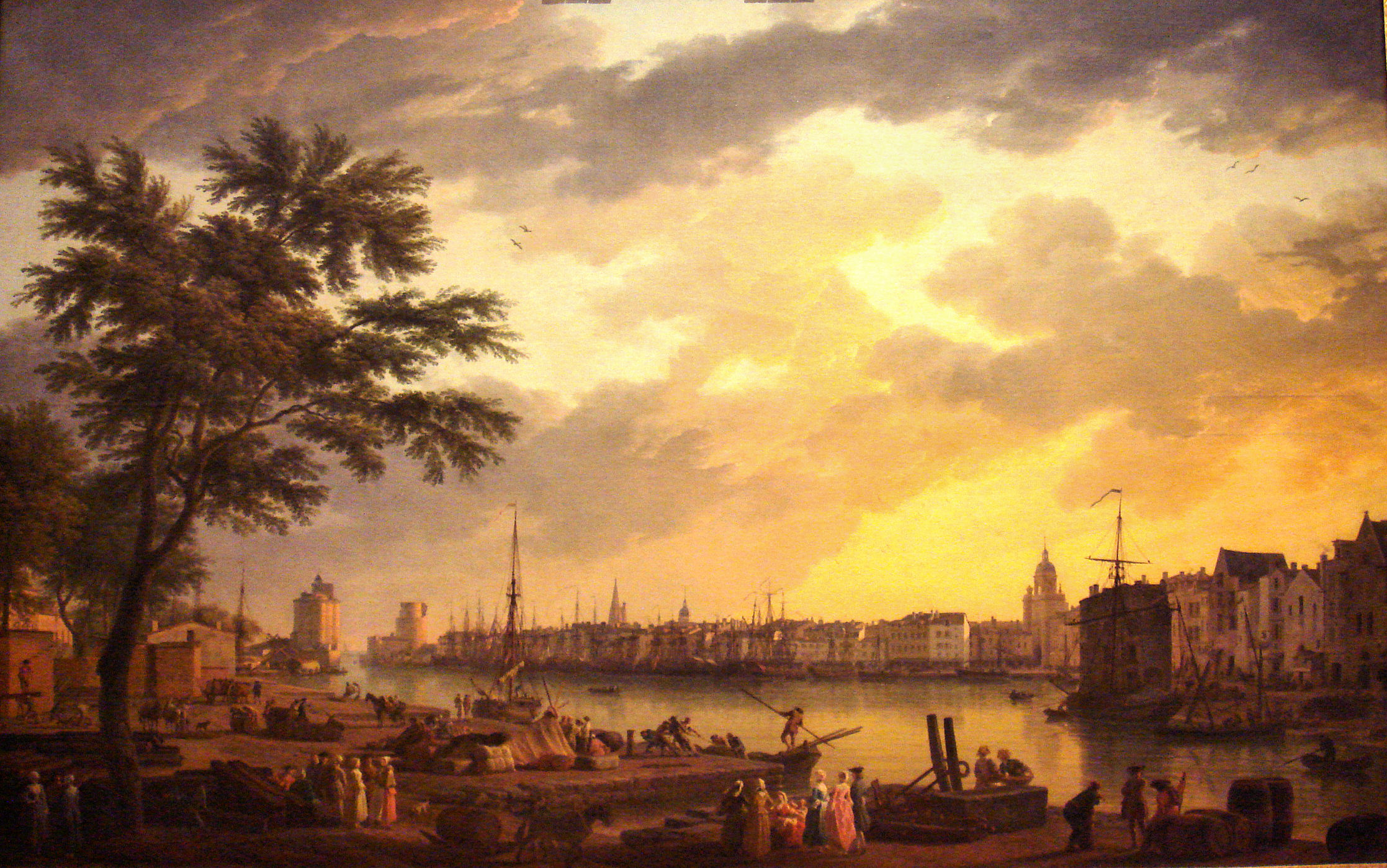
La Rochelle harbour in 1762, Musée de la Marine.
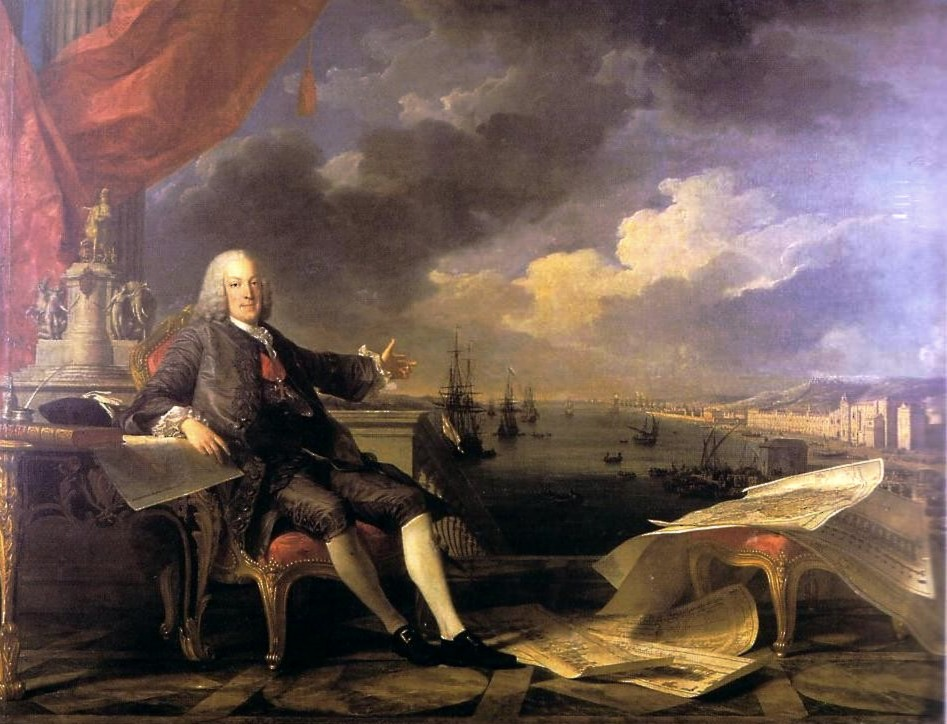
Sebastião José de Carvalho e Melo, markis av Pombal, The Expulsion of the Jesuits (1767), Museu da Cidade de Lisboa.
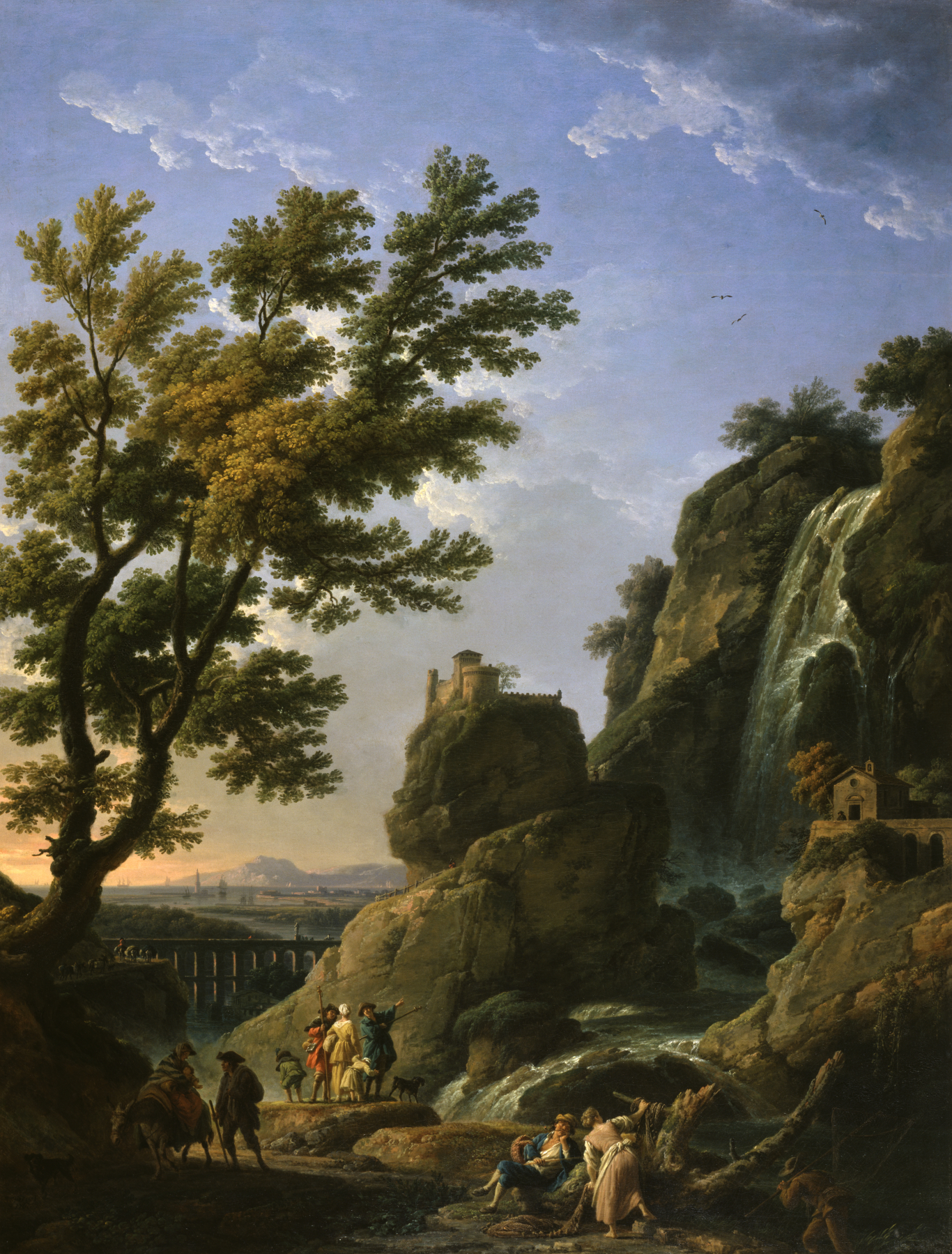
Landscape with Waterfall and Figures (1768).  Walters Art Museum.
The Shipwreck (1772), National Gallery of Art, Washington D.C.
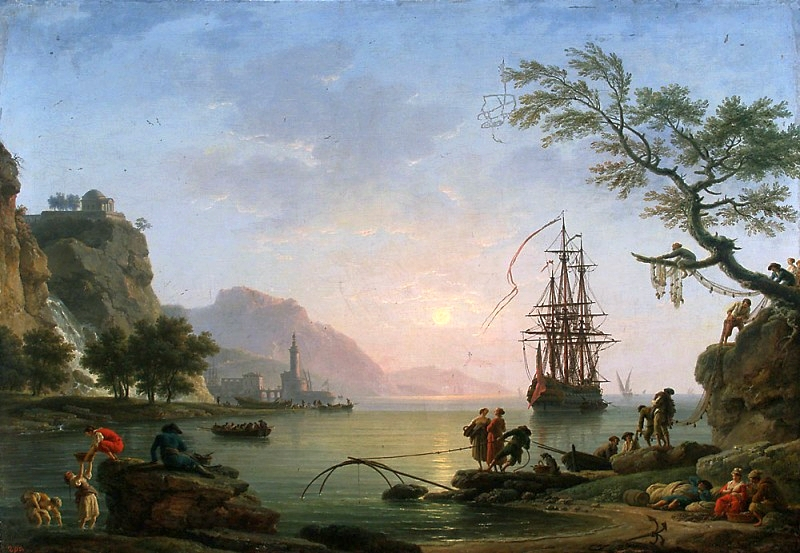
The Morning (1774), National Museum, Warszawa.
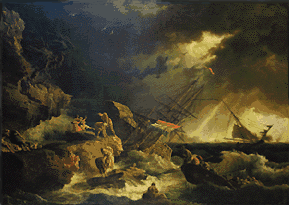
"A Storm in the Sea" (1770–1780-talet), Museum of Western and Oriental Art, Kiev.
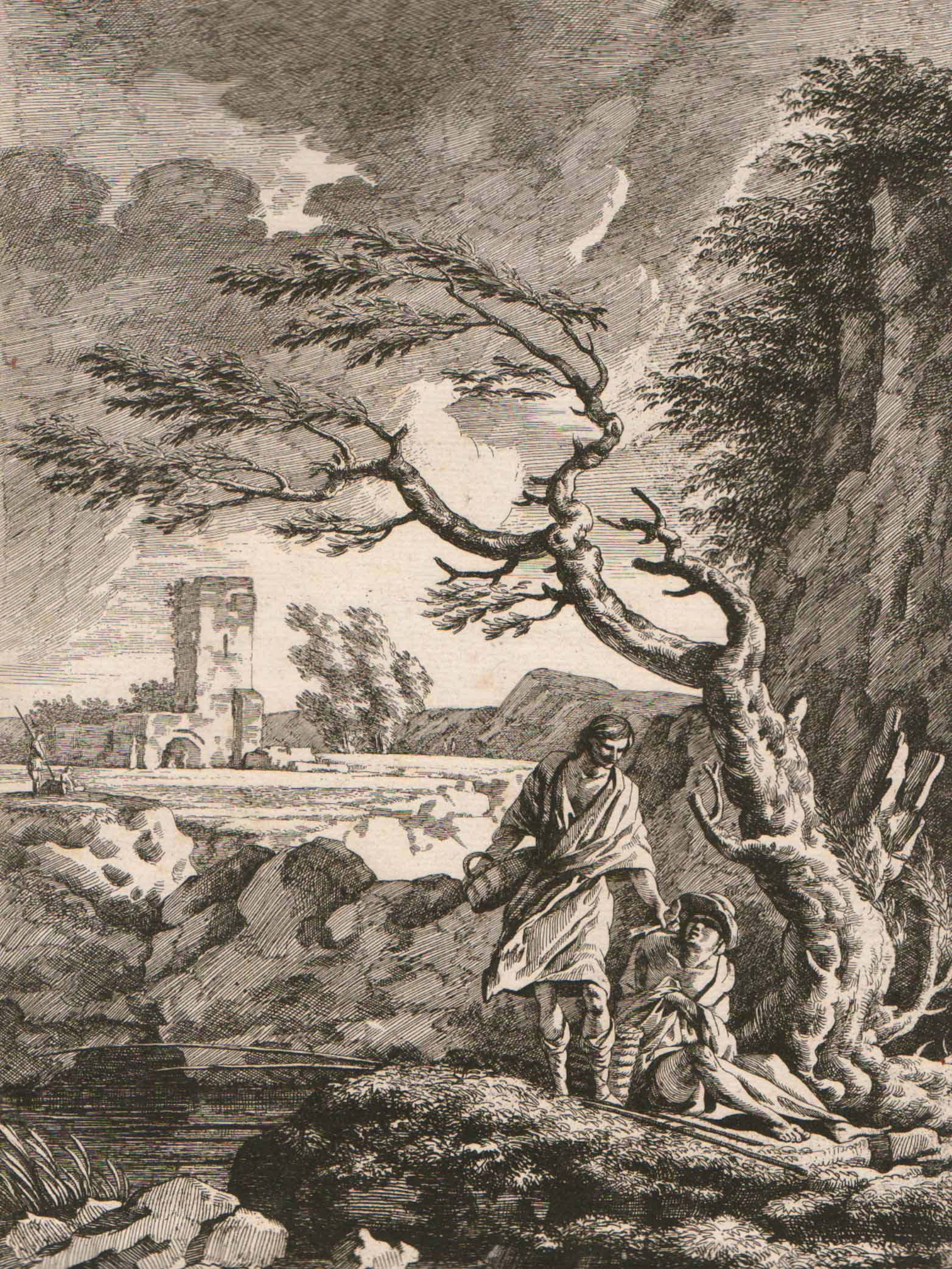
Fishermen caught by the wind (1770–80s). Privat kollektion, Ryssland.

## Litterära referenser
I Arthur Conan Doyles novell "Den grekiske tolken", hävdar den fiktiva detektiven Sherlock Holmes att hans mormor är Vernets syster, utan att ange om det är Claude Josephs eller Antoine Charles Horaces syster.